# 歌織
歌織（かおり）は、日本の女性声優。主にアダルトゲームに声をあてている。歌手の歌織とは異なる。

## 出演
太字はメインキャラクター。

### アダルトアニメ
- 姫辱 プリンセスダブル狩り（2004年、セシリアーヌ=ルイゼベルト）

### アダルトゲーム
1996年
- きゃんきゃんバニーエクストラDX（玉蘭）

1997年
- Pia♥キャロットへようこそ!!2（縁早苗）

1998年
- PALETTE（菜乃花恵理）
- Natural〜身も心も〜（美澤千歳）

2000年
- Natural2 -DUO-（柴崎彩音）

2001年
- 水夏〜SUIKA〜（千夏、七条華子）
  - 水夏A.S+〜SUIKA〜（2004年、千夏、七条華子、名無し）
- アルキメデスのわすれもの 水夏0章（名無しの少女[1]）
- Pia♥キャロットへようこそ!!3（神無月志保）
- Beside 〜幸せはかたわらに〜（古柴瞳子）
- ラブネゴシエイター（北村はるか、ナタリア・リフストスカヤ）
- 雪語り（来生紫苑）

2002年
- 雪の華（竜胆）
- 朝の来ない夜に抱かれて -ETERNAL NIGHT-（草馬優子）
- エ口研究室（槙原雅）
- 逢魔ぷち☆怪討伝（アカネ）
- ぎりギリLOVE（日下部涼子）
- 行殺♥新選組FRESH（近藤勇子、伊東甲子）
- 新人看護婦美帆〜十九歳の屈辱日記〜（中山紗英）
- SinsAbell 〜緋昏し空の遠く〜（プレタ＝カーディエル）
- すらっぷスティック（霞桐子）
- Sultan 〜The Lovesong is Forever〜（アルテース）
- パラダイム・シフト〜目醒めの時〜（菊地茜）
- ハヤシ迷作劇場
- Blue-Sky-Blue【s】-空を舞う翼-（一松香澄）
- 僕と、僕らの夏（小川冬子）

2003年
- アキバ系彼女（木乃葉鳩子）
- うさねこ みみっ娘メイドの恩返し（あやの）
- 姫辱 プリンセスダブル狩り（セシリアーヌ=ルイゼベルト）
- 金曜日の仔猫（清見姫）
- 華夏楼（九条静華）
- 夏恋〜karen〜（香西綾）
- 紅（一原睦月、春野桜子）
- すくみず 〜フェチ☆になるもんっ!〜（荒谷鈴枝）
- to…（陽子）
- 塔ノ沢魔術研究会（浅倉千歳）
- ドキドキしすたぁパラダイス（藤之宮瑞葉）
- 光を… でらっくす
- Magistr Temple（メイ）
- ライアー大戦じゃんまげどん（那霧清香、ナタリア・リフストスカヤ、神凪瑠美子）

2004年
- ENSEMBLE 〜舞降る羽のアンサンブル〜（千蔵リエス）
- IMMORAL（安達恭子）
- Eighteen 〜美少女痴漢遊戯〜（長谷倉葵）
- カラフルハート 〜12コのきゅるるん♪〜（天河美晴）
- クライミライ（対馬みずき）
- 朱華（蓮蓬）
- さっきゅば☆SOON!（飯村理香子）
- 瀬里奈（周防多香子）
- DUEL SAVIOR（当真未亜）
- 何処へ行くの、あの日（三枝）
- PARADISE LOST（ヴェーラ）
- 美喰（葉月ゆな）
- Blaze of Destiny II The bginning of the fate（ヒルデカルタ＝サージェンバッハ）
- Heavenly Guilt -神のいない街-（恵那）
- 放課後 〜濡れた制服〜（立花千秋）
- 訪問犯売 大人のおもちゃいりませんか?（氷川真奈）
- ミセス・ジャンキー（相良京香）
- 凌姫〜淫らに響く復讐の輪舞曲〜
- 隷嬢学園（葛城恵美）
- ろーでび 〜小悪魔的偏愛論〜（下中霧子）

2005年
- DUEL SAVIOR JUSTICE（当真未亜）
- Answer Dead（酒井瞳）
- エレベーターパニック 〜密室の淫行〜（藤原佳奈子）
- 家族交感 姉・母・妹（東条馨）
- クライミライ3（対馬みずき）
- 痴漢遊戯（桃果）
- ちちくりナース24時（岡本冬花）
- 逃亡者 毒島音露 〜離島の海女編〜（志賀間頼子）
- 奴隷な彼女（矢口麗華）
- 刃鳴散らす（桂葉恭子）
- へんし〜ん!2（羽澤雫芽）
- 牝奴隷 〜犯された放課後〜（神崎慶子）
- 萌えろDownhill Night -峠最速伝説-（矢野麻璃亜）
- もめ!乳姉妹かていきょうし11人 〜生揺れムービー付き〜（チヅル、ツバメ）
- らぶデス 〜Realtime Lovers〜（芹川綾乃）

2006年
- 淫辱人妻女教師（樹々志真尋）
- エーテルの砂時計（ひぃ）
- かけた月は戻らない
- こいいろChu!Lips（真部しずく）
- 終末医凌（佐伯響香）
- 蒼天のセレナリア（ゼーズロム）
- ツグナヒ2 〜もうひとりの奈々〜（倉木ユイ）
- 放課後2〜白濁のレッスン〜（水無瀬紗由理）
- 炎の孕ませ人生 〜あの頃に戻って孕ませナイト〜（水無川京子、月咲奈々美、浅井江利子）
- 魔ヲ受胎セシ処女ノ苦悦（香坂百合子）
- 峰深き瀬にたゆたう唄（マシェリ・ブラーニ）
- MOZU（明神詩帆里）
- 妖刀事件（大沢香月）
- レイプレイ（桐生夕子）
- 家族交感 禁断の章（東条馨）

2007年
- EVE 〜new generation X〜（紀瀬木エフィ）
- 詩篇69 〜深淵のメサイア〜（デルフィーヌ・ハイドパイル）
- SHOGUN8（フィーア、フローレンス・ナイチンゲール）
- 赫炎のインガノック（サレム、くろぎぬの子、フランシスカ）
- 続・凌辱荘（草加真琴）
- チアもえ 〜わたし応艶してるからっ〜（衣笠清美）
- 桃華月憚（北条美鈴）
- 風輪奸山「この身幾たび汚されようとも……」（桔梗）
- Round a Go! Go!（テスカ）
- 黒夜神 〜堕ち逝く肉奴隷達の散華〜（神薙千夜子）
- 触神（相原絵美）

2008年
- アイドルハーレム（涼江美夜）
- おっぱいの王者48（高島深優、紅絹八重子、千佳戸美羽、飛永愛海）
- 学園催眠隷奴[2]
- 極嬢痴漢電車〜快楽絶頂ラッシュアワー（五代明香）
- 漆黒のシャルノス -What a beautiful tomorrow-（ベル・ウェブ、アンリ、ジェーン・ドゥ）
- 戦極姫〜戦乱の世に焔立つ〜（北条早雲、島津義久、石田二成）
- Maple Colors 2（占部沙奈絵）

2009年
- Divus Rabies（アウレリア・サン・カゼリア）
- 白光のヴァルーシア（ナナイ）
- 世界に男は自分だけ全世界の女性を妊娠させて人類を救え!（仲嶋キッカ）
- Skyprythem（佐倉千尋）

2010年
- 三極姫〜乱世、天下三分の計〜（黄忠漢升、呂蒙子明）

2011年
- 雀極姫（島津義久、北条早雲）
- 大帝国（エリザ・ブリテン）
- 戦極姫3〜天下を切り裂く光と影〜（島津義久、北条早雲）
- ぽちとご主人様（雛緑蝶子）[3]

2012年
- 創刻のアテリアル（ルファディエル）[4]
- 三極姫2〜天地大乱・乱世に煌く新たな覇龍〜（紀霊）[5]
- 人妻ンション2 〜うるわしの巨乳人妻三姉妹〜（夏原葵）[6]
- 縄 -紅い傷痕-（咲森佳恵）[7]
- 戦極姫4〜争覇百計、花守る誓い〜（北条早雲[8]、島津義久[9]）

2013年
- 三極姫3〜天下新生〜（黄忠[10]、呂蒙[11]、紀霊[12]）

2014年
- ジンコウガクエン2（漢）

### コンシューマーゲーム
- きゃんきゃんバニーエクストラ（1997年、玉蘭）※SS版
- Piaキャロットへようこそ!!（1998年、神無月志保）※SS版
- Pia♥キャロットへようこそ!!2.2（2000年、縁早苗）
  - Pia♥キャロットへようこそ!!2.5（2001年、縁早苗）
- パンドラMAXシリーズVOL.4 Catch! 〜気持ちセンセーション〜（2000年、澤しおり）
- 水夏〜SUIKA〜 全年齢版（2003年、千夏）
  - 水夏〜おー・157章〜（2003年、七条華子）
  - 水夏A.S+〜SUIKA〜 Eternal Name（2007年、千夏、七条華子、名無し）
- 何処へ行くの、あの日 光る明日へ…（2005年、三枝）

### ドラマCD
- ○学○年生シリーズ G-typeドラマCD（岡本ちえみ）

## ディスコグラフィ

### キャラクターソング
| 発売日         | 商品名                                    | 歌                               | 楽曲                              | 備考                                                          |
| -------------- | ----------------------------------------- | -------------------------------- | --------------------------------- | ------------------------------------------------------------- |
| 2001年11月21日 | ドラマCD ゆきうさぎ                       | 麻宮愛華（歌織）                 | 「雪さえ私には舞降りない」        | PCゲーム『ゆきうさぎ』関連曲                                  |
| 2003年         |                                           | あやの（歌織）                   | 「今までの夏よりも」              | PCゲーム『うさねこ みみっ娘メイドの恩返し』エンディングテーマ |
| 2003年2月14日  | ドキドキしすたぁパラダイス マキシシングル | 長崎みなみ含むドキドキしすたーず | 「ドキドキ！しすたぁパラダイス☆」 | PCゲーム『ドキドキしすたぁパラダイス』主題歌                  |

### ユニットメンバー
1. ↑  藤之宮雪奈（長崎みなみ）、藤之宮瑞葉（歌織）、藤之宮ひな（金田まひる）、藤之宮蛍（YUKI）